# Santiago González (calciatore)
Santiago Iván González (Tigre, 3 maggio 2003) è un calciatore argentino, centrocampista del Tigre.

## Carriera
González è cresciuto nel settore giovanile del Tigre, con cui ha firmato il primo contratto professionistico nel gennaio del 2024. Ha debuttato in prima squadra il 29 marzo seguente giocando titolare l'incontro di Copa de la Liga Profesional perso 4-1 contro il Belgrano.

## Statistiche

### Presenze e reti nei club
Statistiche aggiornate al 20 luglio 2025.
| Stagione        | Squadra         | Campionato      | Campionato | Campionato | Coppe nazionali | Coppe nazionali | Coppe nazionali | Coppe continentali | Coppe continentali | Coppe continentali | Altre coppe | Altre coppe | Altre coppe | Totale | Totale | Totale |
| Stagione        | Squadra         | Comp            | Pres       | Reti       | Comp            | Pres            | Reti            | Comp               | Pres               | Reti               | Comp        | Pres        | Reti        | Pres   | Reti   |        |
| --------------- | --------------- | --------------- | ---------- | ---------- | --------------- | --------------- | --------------- | ------------------ | ------------------ | ------------------ | ----------- | ----------- | ----------- | ------ | ------ | ------ |
| 2024            | Tigre           | PD              | 23         | 1          | CA+CdL          | 0+1             | 0               | -                  | -                  | -                  | -           | -           | -           | 24     | 1      |        |
| 2025            | Tigre           | PD              | 19         | 0          | CA              | 2               | 0               | -                  | -                  | -                  | -           | -           | -           | 21     | 0      |        |
| Totale carriera | Totale carriera | Totale carriera | 42         | 1          |                 | 3               | 0               |                    | -                  | -                  |             | -           | -           | 45     | 1      |        |